# Yet another Setup Tool
Yet another Setup Tool (YaST) – в превод „Още един инструмент за настройка“, е приложение на SUSE Linux, което служи за разпознаване и конфигуриране на хардуер, инсталиране и деинсталиране на пакети, настройки и начална инсталация на операционната система. Отговаря за онлайн обновяването, защитната стена, администрирането на потребителите и други. Включва RPM, графичните среди KDE и GNOME, както и PowerTweak. Работи чудесно и от команден ред. Помощната информация е преведена на почти всички езици (включително български), което заедно с традиционното слайд шоу гарантира една комфортна инсталация. Известен е със своята лекотата на употреба, привлекателния графичен интерфейс и способността да се правят бързи настройки на системата по време и след инсталацията. На практика всяко едно нещо може да се свърши през него. Неудобството на командния ред за начинаещите потребители е премахнато, тъй като YaST е изцяло графичен инструмент. Но също така той може да бъде изпълнен и в терминал без работещ X сървър. Това е много полезно за слаби компютри без графична среда. Инсталаторът поддържа промяна на размера на NTFS дялове по време на инсталация, което позволява съществуването му с вече инсталирани версии на Windows(система с двойно зареждане).

## Лиценз
На 4 ноември 2003, Novell обявява, че ще придобие SUSE Linux. На годишнината на Novell през 2004, за първи път на всички компютри е инсталиран SUSE Linux. На същото събрание е обявено и че собствената административна програма на SUSE – YaST2 ще бъде пусната под GPL лиценз с отворен код. Това поставя началото на проекта openSUSE.